# Festival Internacional de Tango de Tarragona
El Festival Internacional de Tango de Tarragona 'TarraTangueando' es un festival de danza y música de tango organizado por la Asociación Cultural Espacio de Tango que se celebra anualmente la primera semana de agosto en la ciudad de Tarragona (Cataluña, España).
Tanto el Tango como Tarragona son considerados Patrimonio de la Humanidad por la Unesco: el «Conjunto arqueológico de Tarraco» fue declarado como tal en el año 2000 y el Tango lo fue en 2009. Para ese organismo, el Tango "personifica y alienta tanto la diversidad cultural como el diálogo" y que "de la mezcla de inmigrantes europeos, descendientes de esclavos y criollos surgió un amplia gama de costumbres, creencias y rituales que se transformó en un distintivo cultural de identidad."
El festival TarraTangueando cuenta con el apoyo del Ayuntamiento y del Patronato de Turismo de Tarragona y se está consolidando año tras año como uno de los referentes de la música rioplatense en el Mediterráneo.

## Actividades
Durante el Festival se realizan las siguientes actividades:
- Actuaciones de orquestas de tango
- Actuaciones de profesionales del baile de tango
- Clases magistrales
- Milongas en distintas sedes de la ciudad
- Milonga popular en el Paseo de las Palmeras
- Milonga en la playa

## Escenarios
Los principales espacios donde se desarrolla el Festival son:
- Hotel Imperial Tarraco
- Paseo de las Palmeras
- Puerto de El Serrallo
- Playa del Milagro
- Salas de baile y pubs

Entre los artistas que han pasado por TarraTangueando podemos mencionar a Pilar Álvarez y Claudio Hoffmann, Isabel Costa y Nelson Pinto, Gastón Godoy y Laura Atienza, Raquel Greenberg, Jorge Udrisard, Orquesta Exilio New Tango, Jorge Martínez López, Joseba Pagola y Bakartxo Arabaolaza.